# 康五瑞
康五瑞（？—？），字毓宣，號芬洲，江西安福人，為清朝政治人物。
康五瑞為康熙三十六年（1697年）丁丑科第三甲進士。雍正四年（1726年），由工科給事中改侍讀，官至侍讀學士。